# Hayastani Ankaxowt'yan Gavat' 2023-2024
La Hayastani Ankaxowt'yan Gavat' 2023-2024 (in italiano Coppa dell'Indipendenza) è stata la 33ª edizione della coppa nazionale armena.

## Formato
Il torneo si è disputato con la formula a eliminazione diretta. Hanno partecipato alla competizione le dieci squadre della Bardsragujn chumb 2023-2024, sette squadre dell'Araǰin Xowmb 2023-2024, più altre tre formazioni non iscritte ai campionati calcistici armeni. L'Urartu è la formazione detentrice del trofeo.

## Risultati

### Primo turno
Il sorteggio del primo turno si è tenuto il 7 luglio 2023.  Le date dei match sono state rese note il 26 settembre successivo.
| Squadra 1        | Risultato | Squadra 2    |
| ---------------- | --------- | ------------ |
| 5 ottobre 2023   |           |              |
| Ganjasar         | 5 – 1     | Onor         |
| 6 ottobre 2023   |           |              |
| Syunik           | 7 – 0     | Nikarm       |
| 7 ottobre 2023   |           |              |
| EcoVille         | 1 – 4     | Mika Erevan  |
| 8 ottobre 2023   |           |              |
| BKMA Erevan      | 6 – 0     | Andranik     |
| Lernayin Artsakh | 0 – 1     | West Armenia |
| 10 ottobre 2023  |           |              |
| Cilicia          | 9 – 1     | Falcons      |

### Secondo turno
Il sorteggio del secondo turno si è tenuto il 23 ottobre 2023.
| Squadra 1        | Risultato       | Squadra 2    |
| ---------------- | --------------- | ------------ |
| 22 novembre 2023 |                 |              |
| Mika Erevan      | 1 – 2           | Cilicia      |
| 23 novembre 2023 |                 |              |
| Van Charentsavan | 2 – 1           | West Armenia |
| 24 novembre 2023 |                 |              |
| Ararat-Armenia   | 1 – 0           | Ganjasar     |
| P'yownik         | 3 – 1 (dts)     | Ararat       |
| 25 novembre 2023 |                 |              |
| Alaškert         | 0 – 0 (8-9 dtr) | Noah         |
| 26 novembre 2023 |                 |              |
| Syunik           | 0 – 1           | BKMA Erevan  |

### Quarti di finale
Il sorteggio dei quarti di finale si è tenuto il 12 gennaio 2024.
| Squadra 1     | Risultato | Squadra 2        |
| ------------- | --------- | ---------------- |
| 10 marzo 2024 |           |                  |
| Cilicia       | 0 – 1     | Širak            |
| 11 marzo 2024 |           |                  |
| Noah          | 2 – 3     | Ararat-Armenia   |
| 12 marzo 2024 |           |                  |
| P'yownik      | 5 – 3     | Van Charentsavan |
| Urartu        | 4 – 0     | BKMA Erevan      |

### Semifinali
Il sorteggio delle semifinali si è tenuto il 13 marzo 2024.
| Squadra 1     | Risultato | Squadra 2      |
| ------------- | --------- | -------------- |
| 8 aprile 2024 |           |                |
| P'yownik      | 0 – 1     | Ararat-Armenia |
| 9 aprile 2024 |           |                |
| Širak         | 1 – 2     | Urartu         |

### Finale
| Arbitro: | Gasparyan |

|                                             |                      |                                        |
| Ġazaryan 38’ (aut.)                         | Marcatori            | 31’ Mirzoyan                           |
| Yenne Avanesjan Duarte Šaġoyan Hovhannisyan | Tiri di rigore 5 – 3 | Simonyan Margaryan Piloyan Melk'ownyan |